# Золотой прямоугольник

Золотой прямоугольник с длинной стороной a и короткой b, помещённый рядом с квадратом со стороной a, даёт подобный золотой прямоугольник с длинной стороной a + b и короткой стороной a. Это иллюстрирует отношение

Золотой прямоугольник — это прямоугольник, длины сторон которого находятся в золотой пропорции, {\displaystyle 1:{\tfrac {1+{\sqrt {5}}}{2}}}, или {\displaystyle 1:\varphi } (греческая буква  фи), где φ примерно равно 1,618.

## Построение

Метод построения золотого прямоугольника. Квадрат выделен красным цветом. Результирующие размеры находятся в золотой пропорции.

Золотой прямоугольник можно построить с помощью циркуля и линейки следующим способом:
1. Строим обычный квадрат.
2. Из угла проводится линия до середины противоположной стороны.
3. Строим окружность, используя точку пересечения  в качестве центра окружности, а в качестве радиуса используем полученный отрезок.
4. Продолжаем противоположную сторону до пересечения с окружностью.

## Связь с правильными многоугольниками и многогранниками
Отличительной особенностью фигуры является то, что после удаления квадрата оставшаяся часть остаётся золотым прямоугольником, сохраняя то же самое отношение геометрических размеров. Удаление квадратов можно продолжать бесконечно, при этом соответствующие углы квадратов образуют бесконечную последовательность точек на  золотой спирали, единственной логарифмической спирали с этим свойством.

Три золотых прямоугольника в икосаэдре

Другое построение золотого прямоугольника использует три правильных многоугольника, вписанных в одинаковые окружности — десятиугольник, шестиугольник и пятиугольник. Соответствующие длины сторон a, b и c этих трёх многоугольников удовлетворяют равенству a2 + b2 = c2, так что отрезки с этими длинами образуют прямоугольный треугольник (согласно теореме Пифагора). Отношение длины стороны шестиугольника к длине стороны десятиугольника равно золотому сечению, так что треугольник образует половину золотого прямоугольника.
Выпуклая оболочка двух противоположных рёбер правильного икосаэдра образует золотой прямоугольник. Двенадцать вершин икосаэдра можно разбить на три взаимно перпендикулярных золотых прямоугольника, границы которых образуют кольца Борромео.

## Приложения
Согласно популяризатору астрофизики и математики Марио Ливио, после публикации книги Пачоли «Божественная пропорция» в 1509 году, когда золотая пропорция стала известна художникам без излишней математики, многие художники и архитекторы были очарованы золотым сечением, и оно принято ими как эстетически приятное. Пропорции золотого прямоугольника были известны и до публикации Пачоли в традиционных системах пропорционирования архитектурных сооружений, в частности в «египетской системе диагоналей». Такие архитектурные шедевры, как Парфенон в Афинах или Альгамбра в Гранаде явно использовали пропорции золотого прямоугольника.
Аналогичное построение использовал в 1940-х годах французский архитектор-модернист Ле Корюзье в собственной системе пропорционирования «Модулор» и российский архитектор-теоретик И. П. Шмелёв при анализе пропорций древних сооружений.
- Вилла Штейн (1927) архитектора Ле Корбюзье в Гарше в горизонтальном плане, в профиле и во внутренних структурах использует близкие к золотому прямоугольнику пропорции [6].
- Флаг Того разработан с пропорциями, близкими к золотому прямоугольнику[7].